# Каверна

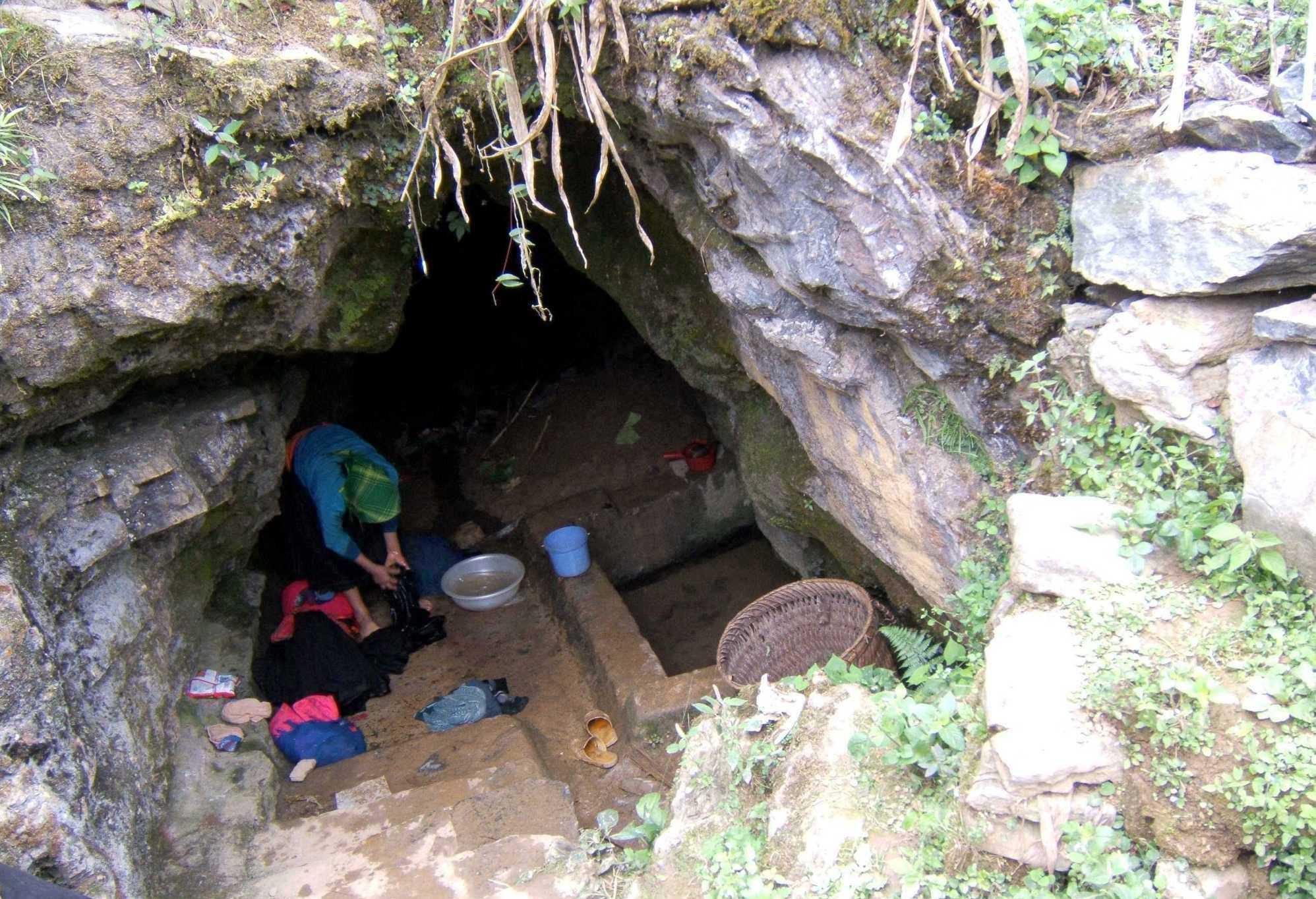
Карстова каверна-печера в комуні Сінь Лунг, район Донг Ван, рідкісне джерело води для сухого сезону на кам'яному плато Донг Ван.

Каверна (англ. cavern, cavity, cave, vug, crevice; нім. Kaverne f, Höhle f, Hohlraum m, Auskesselung f (in der Geologie f) — в геології — порожнина в гірських породах, що виникає здебільшого внаслідок вилуговування водою розчинних частинок (карст) або застигання лави, насиченої газовими компонентами. Бувають неправильної або округлої форми, за розмірами є більшими від пор і меншими від печер. Метод визначення діаметр порожнини називають кавернометрія.
Кавернозність — наявність у гірській породі порожнин (каверн) різної форми.
Кавернозність загальна — наявність у гірській породі каверн, як ізольованих одна від одної, так і з'єднаних вузькими каналами.